# Aleksàndrovka (Griazi)
Aleksàndrovka (en rus: Александровка) és un poble de l'óblast de Lípetsk, a Rússia, que el 2013 tenia 2 habitants. Pertany al districte rural de Griazi.